# Tanel Padar
Tanel Padar (* 27. října 1980 Uhtna) je estonský zpěvák. V roce 2001 vyhrál soutěž Eurovision Song Contest s písní „Everybody“, a to nejen jako první Estonec, ale i první reprezentant z východní Evropy a druhý z bývalého komunistického bloku (po jugoslávské, potažmo chorvatské skupině Riva, která vyhrála roku 1989). Na jevišti ho doprovázel arubský zpěvák Dave Benton a hip hopové duo 2XL (dnes vystupující pod názvem Soul Militia). V Estonsku se stal známý dva roky před svým triumfem na Eurovizi, když vyhrál televizní soutěž pro mladé zpěváky Kaks takti ette (existující v letech 1972-2007). Rok poté vystupoval na Eurovision Song Contest jako vokalista estonské zpěvačky Eda-Ines Etti, jejímž byl tehdy partnerem i v osobním životě. Roku 2003 založil rockovou skupinu Tanel Padar & The Sun, která patří k nejpopulárnějším v Estonsku. Jeho sestra Gerli Padarová, rovněž zpěvačka, reprezentovala Estonsko na Eurovision Song Contest v roce 2007.